# Pisutno
Pisutno (perz. Pišišyaothna, grč. Pissuthnes, 470. – 415. pr. Kr.) je bio perzijski plemić i satrap Lidije, koji se od 420. do 415. pr. Kr. pobunio protiv Darija II., vladara Perzijskog Carstva.

## Život
Pisutno je bio sin Histaspa, a oba njihova imena su isključivo zoroastrijska. O njegovom ocu se ne zna gotovo ništa, no pretpostavlja se kako je pripadao ahemenidskoj dinastiji koja je vladala Perzijskim Carstvom. Za Pisutna je poznato kako je 440-ih pr. Kr. postao satrapom Lidije, perzijske pokrajine u zapadnoj Maloj Aziji. U početku političke karijere služio je Artakserksa I. (465. – 424. pr. Kr.); pomagao je oligarhe s otoka Samosa koji su se pobunili protiv Atene, grčkog polisa koji je konstantno napadao perzijske položaje na istočnoj obali Egejskog mora. Ipak, Atenjani su uspjeli ugušiti pobunu.
Tijekom Arhidamovog rata (431. – 421. pr. Kr.) između Atene i Sparte odnosno njihovih saveznika, Pisutno je između 430. i 428. pr. Kr. ponovo odlučio pomoći grad Kolofon u ustanku protiv Atenjana na način da mu je poslao najamničku vojsku. Sljedeće godine i Grci s Lezbosa podižu ustanak, no Atenjani uspjevaju smiriti situaciju.

## Pobuna
Godine 420. pr. Kr. Pisutno se pobunio protiv Darija II. (423. – 404. pr. Kr.), no motivi njegovog ustanka nisu poznati. Kralj potom u Lidiju šalje plemića Tisaferna koji uspjeva podijeliti Pisutnove grčke plaćenike, nakon čega samom Pisutnu nudi pregovore. Kada je došao na mjesto sastanka, Pisutno je uhićen, poslan kralju, te konačno pogubljen.

## Posljedice
Tisafern je 415. pr. Kr. nasljedio Pisutna na mjestu satrapa Lidije, no i dalje je vodio okršaje s njegovim sinom Amorgom koji je nastavio očevu pobunu uz pomoć Atene. Ovaj atenski potez doveo je do intervencije samog perzijskog vladara Darija II. koji je odlučio financijski i vojno pomoći Sparti, najvećem atenskom neprijatelju u Peloponeskom ratu.

## Poveznice
- Perzijsko Carstvo
- Artakserkso I.
- Darije II.
- Amorg
- Tisafern

| Prethodnik:                                                                                     | Satrap Lidije (440-ih - 415. pr. Kr.) | Nasljednik:                    |
| Nepoznato (470-ih - 440-ih pr. Kr.) ____________________ Artafern Mlađi (492. - 470-ih pr. Kr.) | Satrap Lidije (440-ih - 415. pr. Kr.) | Tisafern (415. - 408. pr. Kr.) |

## Vanjske poveznice
- Pisutno (Pissuthnes), Livius.org, Jona Lendering  Arhivirana inačica izvorne stranice od 4. ožujka 2010. (Wayback Machine)
- Popis lidijskih satrapa (Livius.org, Jona Lendering)  Arhivirana inačica izvorne stranice od 6. ožujka 2009. (Wayback Machine)